# Patrik Rezek
Patrik Rezek (* 18. června 1976) je bývalý český fotbalista.

## Fotbalová kariéra
V české lize hrál za FK Švarc Benešov. Nastoupil v 1 ligovém utkání proti SK Hradec Králové. V nižší soutěži hrál i za SK Votice.

## Ligová bilance
| Ročník                          | Zápasy | Góly | Klub             |
| ------------------------------- | ------ | ---- | ---------------- |
| 1. česká fotbalová liga 1994/95 | 1      | 0    | FK Švarc Benešov |
| CELKEM 1. česká liga            | 1      | 0    |                  |